# Aérodrome de Teller
L'aéroport de Teller,code IATA : TLA • code OACI : PATE • code FAA : TER, est un aéroport public situé à 4 kilomètres au sud de Teller, une ville de la zone de recensement de Nome, dans l'État américain de l'Alaska.

## Installations
L'aéroport de Teller possède une piste orientée 7/25 avec une surface en gravier de 914 mètres de long et de 18 mètres de large.

## Situation
| Anchorage Aniak Bethel Deadhorse Dillingham Fairbanks Galena Homer Juneau Kenai Ketchikan King Salmon Klawock Kodiak Kotzebue Lake Hood Cordova Merrill Nome Petersbourg Red Dog Sitka St. Mary's Teller Unalakleet Unalaska Valdez Wiley Post Wrangell Yakutat |

## Statistiques
Pour des raisons techniques, il est temporairement impossible d'afficher le graphique qui aurait dû être présenté ici.

Voir la requête brute et les sources sur Wikidata.

## Compagnies aériennes et destinations
| Compagnies | Destinations                                                          |
| ---------- | --------------------------------------------------------------------- |
| Bering Air | Aéroport de Brevig Mission, Aérodrome de Nome, Aéroport de Wales (en) |